# Dicranum jashii
Dicranum jashii là một loài rêu trong họ Dicranaceae. Loài này được Thér. mô tả khoa học đầu tiên năm 1927.